# Iridomyrmex obscurus
Iridomyrmex obscurus é uma espécie de formiga do gênero Iridomyrmex.